# Municipio de Adams (condado de Washington)
El municipio de Adams (en inglés: Adams Township) es un municipio ubicado en el condado de Washington en el estado estadounidense de Ohio. En el año 2010 tenía una población de 1617 habitantes y una densidad poblacional de 19,78 personas por km².

## Geografía
El municipio de Adams se encuentra ubicado en las coordenadas 39°32′40″N 81°31′39″O / 39.54444, -81.52750. Según la Oficina del Censo de los Estados Unidos, el municipio tiene una superficie total de 81.73 km², de la cual 80,09 km² corresponden a tierra firme y (2 %) 1.64 km² es agua.

## Demografía
Según el censo de 2010, había 1617 personas residiendo en el municipio de Adams. La densidad de población era de 19,78 hab./km². De los 1617 habitantes, el municipio de Adams estaba compuesto por el 98,33 % blancos, el 0,19 % eran afroamericanos, el 0,25 % eran amerindios, el 0,06 % eran de otras razas y el 1,18 % eran de una mezcla de razas. Del total de la población el 0,43 % eran hispanos o latinos de cualquier raza.